# Djurmo klack
Djurmo klack, 358 m ö.h. är ett berg i Gagnefs kommun.
Berget ligger nära Djurmo, Djurås, Sifferbo, Bäckan och Bäsna.
Djurmo klack reser sig efter riksväg 70/ E16 mellan Borlänge och Leksand. 
I bergets sydbrant finns länets största grotta. Denna kan med viss försiktighet nås från toppen. Rasbranten är avstängd som fågelskyddsområde 15 mars–31 juli.

## Geologi
Berget har formats av inlandsisens rörelser. Bergets nord och västsidor är flacka. Här har isen glidit över berget från nordväst. De östra och södra sidorna är istället branta. 
Berget är ett så kallat flyggberg där branten som vetter mot Dalälven och Sifferbo har eroderats fram av isrörelserna i dalgångarna. Toppen är ett höglänt granitområde med tunna jordlager på bergsklacken där berget också går i dagen på många ställen.
Dalen nedanför berget:

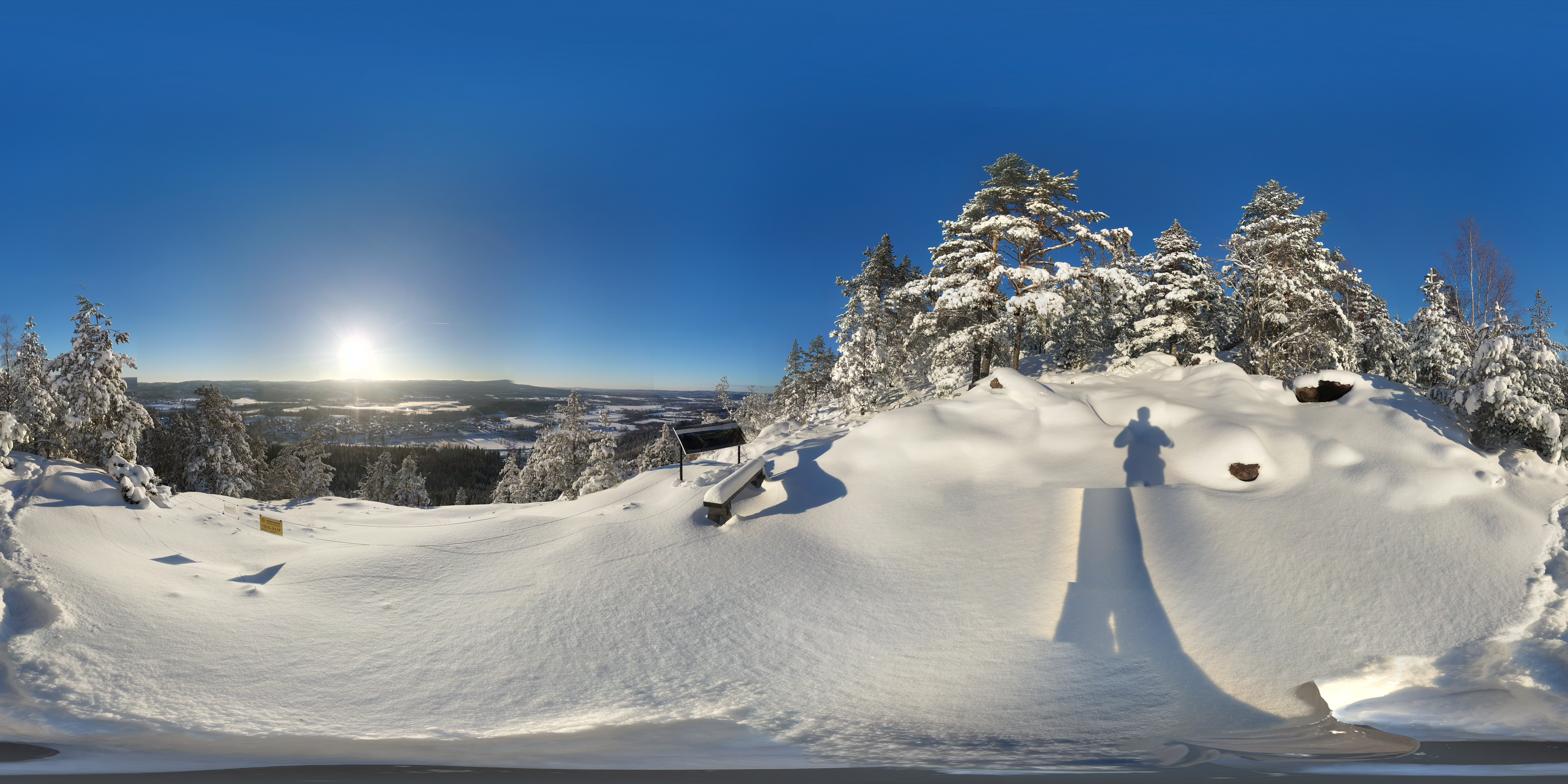
Vy från utsiktsplatsen januari 2017 bilden lämpar sig bäst att ses i läsare för 360º visning

Under den senaste istiden var hela området täckt av en kilometertjock is. Tyngden från denna is pressade ner jordskorpan mycket. Under isen rann smältvatten som skapade långa rullstensåsar. Nedanför Djurmoklack ser man en av dessa åsar, Badelundaåsen. Den sträcker sin från trakten runt Nyköping ända upp till Siljan. Från bergets utsiktspunkt kan man se det pärlband av dödissjöar, eller lokor som sträcker sig från Borlänge ända upp mot Siljan parallellt med Badelundaåsen. I Gagnef är deras placering utmed den forna isälvens lopp extra tydligt. Dessa sjöar har bildats genom att när den senaste inlandsisens frontlinje smälte undan så bröts kanten sönder. De kalvade isblocken blev liggande i det kalla vattnet och sediment från de av isen vittrade bergen avlagrades runt dessa. Badelundaåsen bildade en naturlig kant längs vilken smältvattnet kunde rinna. Landskapet här nedanför berget låg vid isens tillbakadragande under havsytan. De sedimenterade mjälla jordarterna har här en starkt fårad profil, dels efter dessa kalvade dödisblock, men även formade av de rörelser som fanns i denna tidiga havsvik. Varefter berggrunden reste sig sjönk vattnet undan och kvar låg dessa massiva isblock inbäddade i sediment. När till sist även dessa isblock smält lämnades ett stort antal sänkor och sjöar kvar i landskapet. Dessa sjöar, eller lokor, är ofta ganska små men påfallande djupa. De saknar oftast helt både tillrinning och avrinning eftersom de inte bildats av strömmande vatten utan just i gropen efter ett kvardröjande isberg. 

## Naturförhållanden
Området är ett naturreservat (Natura 2000-område) som omfattar både Djurmo klack och Oxberget i Djurmo. Här finns naturskogsartad bergslagsbarrskog. Trots påverkan från den länge kvardröjande fäbod- och kolningsepoken står här fortfarande kvar tallar äldre än 270 år Reservatet består av en bergsklack med branter samt skogen omedelbart nedanför berget. Det är en blandskog med mycket hänglavar och grov död ved, något som gynnar vedsvampar och lavar. Branten vid Djurmo Klack är ett sydväxtberg med en flora nedanför branten som är värmekrävande. Ovanpå klacken finns det hällmarkstallskog i den sydvästra delen. Området bär spår efter tretåig hackspett och korp häckar i området som även är gynnsamt för berguv och pilgrimsfalk.

## Kulturhistoriska förhållanden
Djurmo Klack har fått sitt namn som bergsklacken över byn Djurmo. Uppe på klacken finns två bronsåldersrösen. Klacken är av hävd ansedd som en plats där vårdkasar har tänts. Berget ligger nära bebyggelse med starka jordbrukstraditioner. Spår av skogsbete kan fortfarande ses i området. Vandringslederna ingår i ett stort ledsystem som baseras på de gamla fäbodvägarna. Det bördiga området i Sturvål på bergets nordsluttning är troligen gammal inägomark.

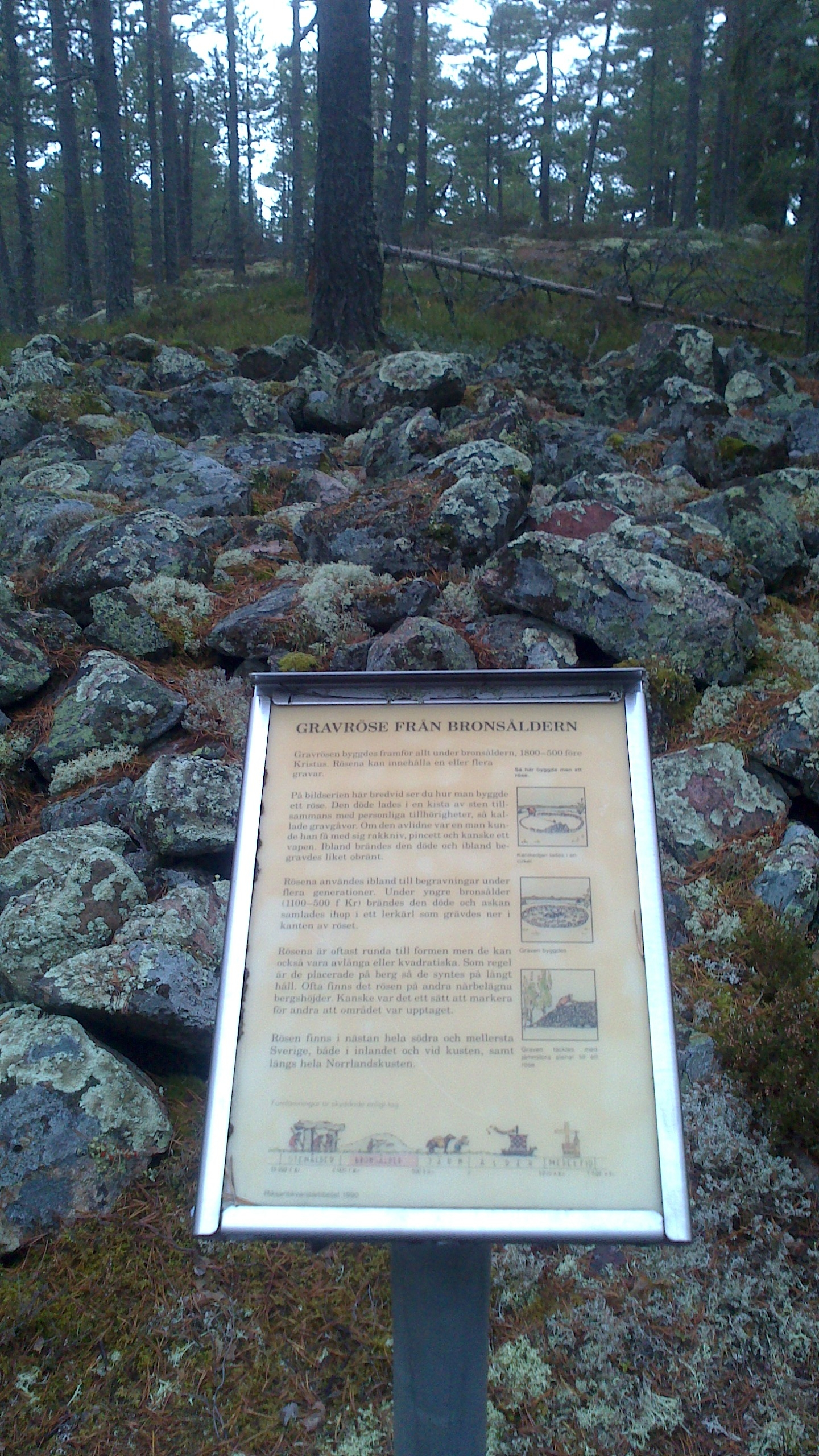
Bronsåldersröse på Djurmoklack. Enligt skylten från 1800–500 f.Kr.

Nedanför sydbranten finns en mindre bergsklack kallad Lill klacken. Här finns några yngre runor inristade. (se bild)

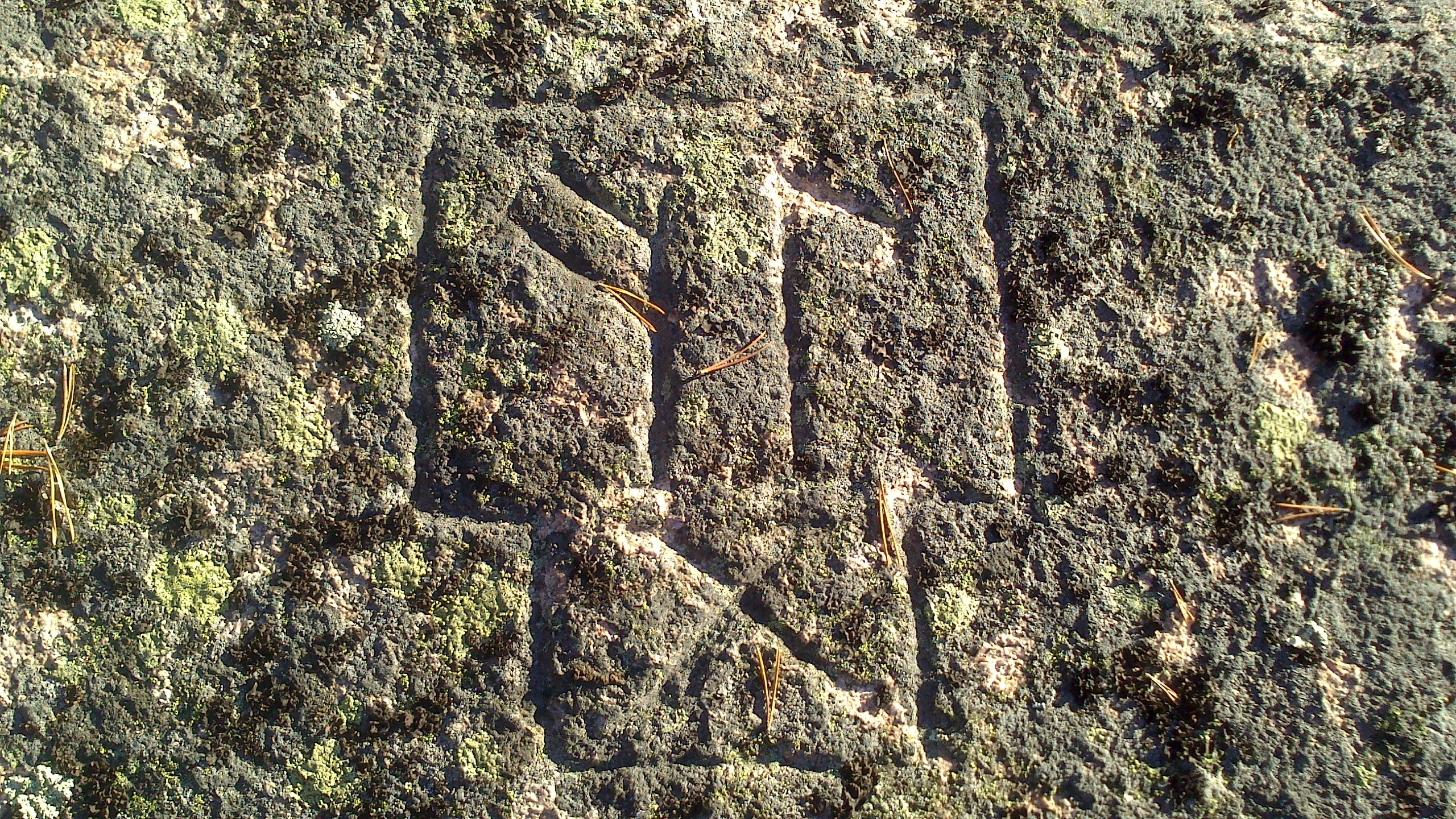
På den lilla bergsklacken nedanför Djurmo klack finns dessa runor på en av hällarna.

## Friluftsliv
Det rörliga friluftslivet använder området flitigt. Speciellt används Djurmo Klack som utsiktspunkt och där finns även en slogbod och eldplats. Djurmo Klack är lätt tillgängligt från den skogsbilväg som går upp på berget. Från skogsbilvägen går en stig den sista biten upp på bergsklacken fram till vindskyddet. Det råder klättringsförbud i branten mellan 15 mars och 31 juli.

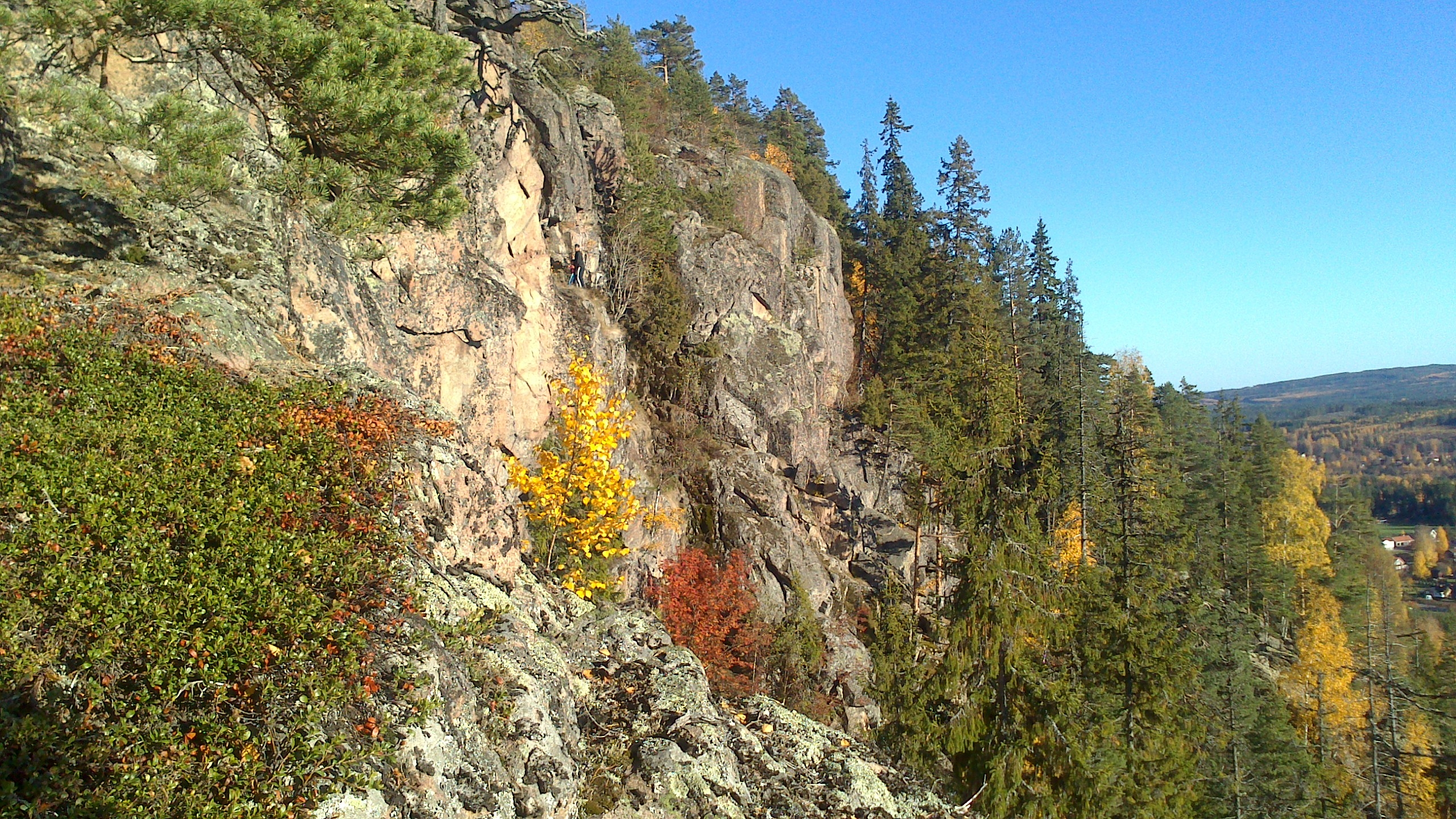
I den sydliga rasbranten på Djurmo klack finns Dalarnas läns största grotta.Hit går det att ta sig om man iakttar försiktighet. Området är avstängt för fågelskydd under tiden 15 mars till 31 juli. På bilden syns en person med ett barn framför grottmynningen, men du får troligen leta lite för att hitta dem.